# Cinemark
Cinemark es una cadena de cines de propiedad de Cinemark Holdings, Inc. con operaciones en Estados Unidos, Chile, Colombia, Argentina, Perú, Bolivia, Paraguay, Brasil, Panamá, Costa Rica, Guatemala, Honduras, Nicaragua y El Salvador. Fue fundada en 1961 por Lee Roy Mitchell como una cadena de teatro que abarcaba los estados de California, Texas y Utah. Su sede corporativa está localizada en Plano, Texas, Estados Unidos.
Desde el 31 de marzo de 2012, la cadena Cinemark es la tercera más grande de Estados Unidos (detrás de AMC Theatres y Regal Cinemas) con 298 complejos cinematográficos y 3895 pantallas en 40 estados. Es la segunda de América Latina con 161 complejos de cine y 1286 pantallas en 13 países; fue la tercera cadena de cines más grande en México antes de su fusión con la cadena Cinemex. En Chile, hasta 2020, cuenta con 20 complejos.
Cinemark opera teatros de cine usando varias marcas, incluyendo su marca principal Cinemark, Century Theatres, Tinseltown USA, CinéArts, y Rave Cinemas. En Argentina, se llama Cinemark Hoyts.

## Historia

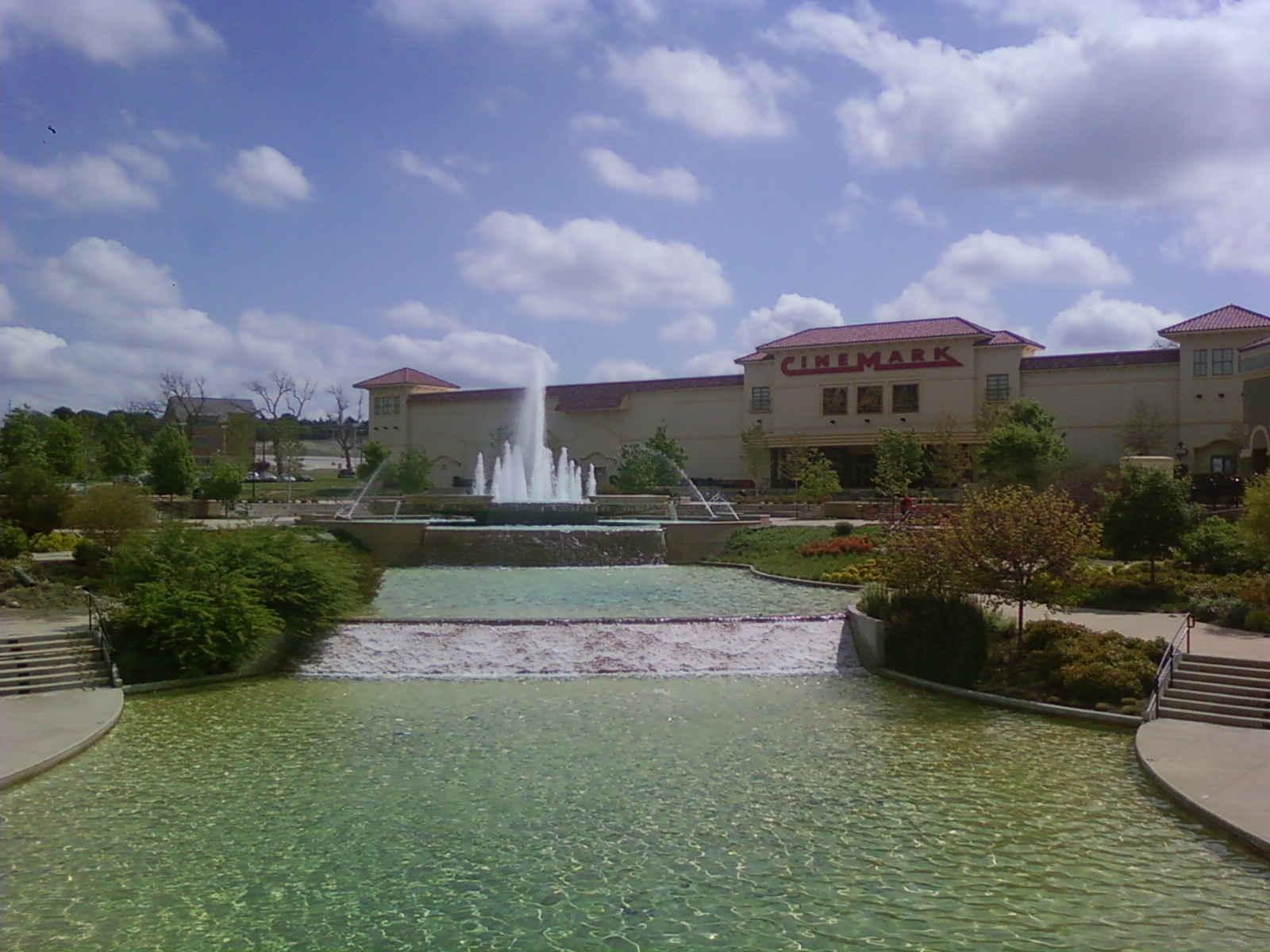
Cinemark 12 Rockwall at The Harbor en Rockwall, Texas en abril de 2010. Se amplió en 2019 y ahora es Cinemark 14 Rockwall and XD.

Antiguo logotipo de Cinemark, utilizado desde 1998 hasta 2022, utilizado en sus sucursales internacionales hasta 2023.

Cinemark fue fundada por Lee Roy Mitchell como una cadena de cines en California, Texas y Utah. No está claro cuándo se fundó Cinemark. Si bien Cinemark afirma oficialmente que se lanzó en 1984 (y anteriormente afirmó que se fundó en 1983), los registros en línea muestran que Cinemark podría haber comenzado ya en 1977. 
Las raíces de la compañía se remontan a la década de 1960, cuando los hermanos J.C. y Lee Roy Mitchell crearon Mitchell Theatres, Inc. Para 1972, la empresa se llamó Texas Cinema Corporation. Lee Roy Mitchell luego formó un grupo de cines bajo el nombre de Cinemark a partir de 1977. Cinemark Corporation y Texas Cinema Corporation fusionaron sus operaciones en junio de 1979 creando una cartera de 25 cines en Texas y Nuevo México, bajo la marca Cinemark. El 26 de marzo de 1980, Henry G. Plitt de Plitt Theatres Holdings compró el circuito de cines Cinemark. Pero Cinemark Corporation continuó sus operaciones adquiriendo teatros existentes y comenzó a construir nuevos teatros. En 1987, Cinemark adquirió todos los Plitt Theatres.
Durante los siguientes años, Cinemark comenzó a construir teatros con interiores coloridos y grandes salas de videojuegos. Los anuncios legales indican que la compañía conocida como Cinemark USA, Incorporated, comenzó oficialmente el 31 de diciembre de 1987. Al año siguiente, Cinemark presentó su mascota, el Gato Joe, creada por el estudio de animación independiente Wilming Reams Animation. Este gato animado apareció en los anuncios de políticas y en productos para niños. La mascota se retiró en 1998 cuando Cinemark había comenzado a abrir cines con estilo Art Deco, y fue revivido en 2004 para su vigésimo aniversario, y nuevamente en 2018 con un aspecto CGI, se agregó un color naranja más oscuro y el color beige.
En 1992, Cinemark abrió un nuevo concepto de teatro llamado Hollywood USA en Garland, Texas; este concepto se refinó posteriormente en la marca de teatros Tinseltown USA, que eran mucho más grandes de los que Cinemark había construido anteriormente. 
En 1993, Cinemark se expandió a Latinoamérica con la apertura de un cine en Santiago, Chile. Al año siguiente, Cinemark abrió cuatro cines en México. 
En 1998, Cinemark anunció que reemplazaría sus interiores de colores brillantes con lo que Cinemark caracterizó como un diseño Art Deco más clásico. A través de la construcción y adquisiciones de nuevos cines, se convirtió en la tercera cadena de cines más grande de los Estados Unidos y la segunda cadena de cines más grande del mundo. El hijo de Lee Roy Mitchell, Kevin Mitchell, trabajó con la compañía como ejecutivo hasta que se fue en 2007 para fundar ShowBiz Cinemas.
En 1999, Cinemark fue declarada como el exhibidor del año por la NATO y en ese mismo año se inauguro el primer Cinemark en Colombia en El Tesoro Parque Comercial en Medellín. En el año 2025, Cinermark cuenta con 31 teatros en 18 ciudades de Colombia.
El 8 de agosto de 2006, Cinemark adquirió la cadena de cines Century Theathers.
El 20 de julio de 2012, un hombre armado, llamado James Eagan Holmes, abrió fuego durante el estreno de medianoche de The Dark Knight Rises en el cine Century 16 en Aurora, Colorado, matando a 12 personas e hiriendo a otras 70. El cine fue reabierto el 17 de enero de 2013.
En 2013, Cinemark decidió vender todos sus cines mexicanos a Cinemex. Ese mismo año, adquirió la cadena Rave Cinemas. La venta se cerró el 16 de agosto de 2013. Hoy tanto Rave Cinemas como Century Theathers son marcas de Cinemark Holdings Inc.
En 2014, Cinemark abrió sus salas por primera vez en Bolivia en la ciudad de Santa Cruz en el segundo piso del Ventura Mall.